# Світличне (Прилуцький район)
Світли́чне — село в Україні, Чернігівській області, Прилуцькому районі. Входить до складу Варвинської селищної громади.
Світличне віддалене від залізничної лінії м. Прилук 32 км і Пирятина 28 км. В південній частині проходить дорога, яка з'єднує Прилуки і Лохвицю.

## Історія
Село Світличне ймовірно засновано у першій половині XVII століття на території Київського воєводства Речі Посполитої. Назва села походить ймовірно від першого поселенця на прізвище Світличний. Окремі старожили вважають, що назва села пішла від першої будівлі, яка була збудована першим жителем в східній частині села і була названою Світлицею.
1649 — у складі 1-й Варвинської сотні Лубенського полку Гетьманської України. Велика кількість землі належала Ладанському монастирю, на якій з кінця 18 століття працювали казенні кріпаки. Загалом — станове козацьке село.
Є на мапі 1812 року.
У 1862 році у володарському, казенному та козачому селі Світли́чне були церква та 246 дворів де жило 1518 осіб (704 чоловічої та 814 жіночої статі).
В 1911 році в селі Світли́чне проживало 2253  особи (1112 чоловічої та 1141 жіночої статі), була Введенська церква, земська та церковно-прихідська школи.
1861 кріпацька частина села отримала наділи та персональну свободу. Наприкінці XIX століття зусиллями земства у селі збудовано школу, будівля якої в стилі українського модерну збереглася понині. На початку XX століття в Світличному існувало дві школи: церковно-приходська і земська, які мали по 3 класи. 1912 в земській школі створений 4 клас, в якому навчалося 10 учнів, було 3 вчителя. Завідував школою Антон Максимович Герасименко.
З 1917 — у складі УНР. З початку 1920 — стабільний комуністичний режим. 1929 початок масового терору проти незалежних господарників, який увінчався Голодомором. Також комуністи переслідували вірян, закрили церкву, а в церкві 1935 зробили бібліотеку більшовицьких творів. 1941 село звільнили від сталіністів, церкву знову відкрили, а із шкільних програм виключили пропаганду комуністичних ідей. 1943 сталінська влада повернулася, церкву знову спаплюжили, у школі повісили портрети організаторів Голодомору 1932—1933.
1991 більшість населення села проголосувало за створення самостійної української держави — України.

## Населення
Згідно з переписом УРСР 1989 року чисельність наявного населення села становила 697 осіб, з яких 283 чоловіки та 414 жінок.
За переписом населення України 2001 року в селі мешкало 615 осіб.

### Мова
Розподіл населення за рідною мовою за даними перепису 2001 року:
| Мова       | Відсоток |
| ---------- | -------- |
| українська | 95,77 %  |
| російська  | 3,91 %   |
| молдовська | 0,33 %   |

## Сучасний стан
У селі була середня школа. Станом на 2024 р. ліквідована.
Працює бібліотека, розташована разом із клубом у переробленому з церкви приміщенні. Книжковий фонд бібліотеки 8200 примірників переважно комуністичної та російської макулатури. Обслуговується 500 користувачів, з них — 60 дітей.
Після 2010 року органи місцевого самоврядування очолюють представники Партії регіонів із середньою освітою.

## Уродженці
- Мельник Віктор Анатолійович (1990—2015) — старший солдат Збройних сил України, учасник російсько-української війни.